# Venceslau Brás
Venceslau Brás Pereira Gomes, ngày 26 tháng 2 năm 1868 đến ngày 15 tháng 5 năm 1966) là một chính trị gia Brasil, từng làm Tổng thống thứ 9 của Braxin trong thời gian từ năm 1914 đến năm 1918, trong thời kỳ Cộng hòa Brasil đầu tiên. Brás sinh ra ở Brasópolis (trước đây là São Caetano da Vargem Grande), Minas Gerais State. Ông trở thành Thống đốc bang này vào năm 1909, và năm 1910 ông được bầu làm phó tổng thống dưới quyền của Hermes Rodrigues da Fonseca.. Ông được bầu làm tổng thống vào năm 1914 và phục vụ cho đến năm 1918. Chính phủ của ông tuyên bố chiến tranh về các cường quốc Trung ương vào tháng 10 năm 1917 trong Thế chiến I. Ông là tổng thống Brasil lâu nhất, đạt 98 tuổi.

## Tiểu sử
Ông là con trai của Francisco Brás Pereira Gomes và Isabel Pereira dos Santos. Sinh ra tại São Caetano thì Vargem, São Paulo Grande nay Brasópolis. Cha ông là nhà lãnh đạo chính trị của thành phố, trong đó mang tên ông.
Wenceslas Bras học tại Trường cao đẳng giáo phận São Paulo trong những năm 1881-1884 và giành có bằng cử nhân của Trường Luật của São Paulo vào năm 1890. Trở lại ở Minas Gerais, là một luật sư và công tố viên tại Monte Santo và là thị trưởng của thành phố làm nổi bật chính của mình để giới thiệu các hệ thống cấp nước trong thành phố. Ông chủ tịch Hội đồng Thành phố Jacuí, và sau đó là một nghị sĩ bang.
Giữa năm 1898 và 1902 đã làm Bộ trưởng Bộ Nội vụ, Tư pháp và Bộ Công an Nhà nước. sau đó được bầu làm Phó liên bang (lên đến lãnh đạo của băng ghế dự bị khai thác mỏ ở Hạ viện) vào năm 1903. Trong năm 1909 giả định Chủ tịch Đoàn của Minas Gerais là để áp dụng cho các phó tổng thống của nước cộng hòa. Ông được bầu làm Phó tổng thống vào ngày 1 tháng 3 năm 1910, đạt 406.012 phiếu bầu, đánh bại ứng cử viên của Civilista Chiến dịch, Albuquerque Lins, người đã có 219.106 phiếu.